# الیمینیشن چیمبر (۲۰۲۲)
الیمینیشن چیمبر (به انگلیسی: Elimination Chamber) یک رویداد غیر رایگان (Pay-Per-View) در کشتی حرفه‌ای است که توسط کمپانی دبلیودبلیوئی و برای هر دو برند راو و اسمک‌داون تهیه می‌شود و این دوره‌اش هم که دوازدهمین دوره آن است، در ۱۹ فوریه ۲۰۲۲ در ورزشگاه سوپر دوم جده شهر جده، کشور عربستان برگزار شد. روند معمول این مسابقات این است که مسابقه اصلی رویداد درون محفظه نابودی بود.
این اولین الیمینیشن چیمبری خواهد بود که در عربستان سعودی برگزار می‌شود. همچنین این اولین رویداد کمپانی دبلیودبلیوئی در خارج از ایالات متحده در سال ۲۰۲۲ بود. همچنین این رویداد هفتمین رویداد کمپانی دبلیودبلیوئی است که در عربستان سعودی برگزار می‌شود.

در مسابقات اصلی الیمینیشن چیمبر زنان و مردان بیانکا بلر و براک لزنر به پیروزی رسیدند. بلر فرصت مسابقه با بکی لینچ در رسلمانیا و لزنر قهرمانی دبلیودبلیوئی را به دست آورد. همچنین رومن رینز در مقابل گُلدبِرگ به پیروزی رسید تا از قهرمانی یونیورسال خود حفاظت کند و بکی لینچ هم لیتا را شکست داد تا از کمربند زنان راو خود دفاع کند.

## زمینه‌سازی
الیمینیشن چیمبر شامل مسابقاتی بین دشمنی‌های موجود، ماجراهای پیش آمده و استوری‌هایی خواهد بود که پیش از این در برنامه‌های را و اسمَک‌دَون پخش شده بود. کشتی‌گیرها با توجه به مسابقات یا سری اتفاقاتی که برایشان رخ می‌دهد و تنش را به حداکثر می‌رساند، نقش منفی یا قهرمان به خود می‌گیرند و در این رویداد به مسابقه و رقابت می‌پردازند.

### مسابقه اتاق حذف مردان سرکمربند دبلیودبلیوئی
در رویال رامبل بابی لشلی به دلیل خیانت پاول هیمن به براک لزنر توانست او را شکست دهد تا قهرمان جدید کمربند دبلیودبلیوئی شود. شب بعد اعلام شد که بابی لشلی در رویداد الیمینیشن چیمبر از کمربند خود در مسابقه درون قفس حفاظت می‌کند. براک لزنر وارد شد و خواستار مسابقه ای دوباره با لشلی شد و لشلی قبول نکرد اما آدام پیرس اعلام کرد که براک لزنر و بابی لشلی در این مسابقه خواهند بود و کمی بعد تر سث رالینز و ای جی استایلز و مت ریدل و آستین تئوری نیز به مسابقه اضافه شدند.

### مسابقه کمربند یونیورسال
در رسلمانیا ۳۶ قرار بود که مسابقه‌ای بین گلدبرگ و رومن رینز سر کمربند یونیورسال برگزار شود. اما این مسابقه به دلیل شیوع ویروس کرونا لغو شد. دو سال بعد در شوی اسمک‌داون ۴ فوریه ۲۰۲۲، گلدبرگ به میادین بازگشت و رومن را برای یک مسابقه سر کمربند یونیورسال چلنج کرد و رومن هم قبول کرد و مسابقه برای پی‌پر‌ویوی الیمینیشن چیمبر به صورت رسمی ثبت شد.

### مسابقه پیروزی در هر مکان
در روز ۱ درو مکینتایر مدکپ ماس را شکست داد. کمی بعدتر در همان شب، مدکپ و کوربین به مکینتایر حمله کردند و به او از ناحیه گردن آسیب زدند. در رویال رامبل مکینتایر به طرز باور نکردنی به رینگ بازگشت و کوربین و ماس را از مسابقه حذف کرد. شب بعد در اسمک‌داون مکینتایر اعلام کرد که به دلیل حمله‌ی کوربین و ماس به او در روز ۱، او همچنان آن ها را دنبال می‌کند و مسابقه‌ی دوباره بین مدکپ ماس و درو مکینتایر برای الیمینیشن چیمبر شکل گرفت.

### مسابقه اتاق حذف زنان
در شوی راو ۷ فوریه، اعلام شد که یک مسابقه‌ی الیمینیشن چیمبر برگزار خواهد‌ شد که برنده فرصت مسابقه با قهرمان کمربند زنان راو را در رسلمانیا ۳۸ به دست می‌آورد. ریا ریپلی، لیو مورگان، بیانکا بلر، دودراپ و نیکی ای.اس.اچ و یک جایگاه خالی که باید در یک مسابقه مشخص شود.
هفته بعد در شو راو، الکسا بلیس اعلام کرد که او نفر آخر این مسابقه خواهد بود.

## نتایج
| #                                                                                                 | نتایج                                                                                            | نوع مسابقه                                                                       | مدت زمان          |
| ------------------------------------------------------------------------------------------------- | ------------------------------------------------------------------------------------------------ | -------------------------------------------------------------------------------- | ----------------- |
| ۱پ                                                                                                | ری میستریو (با همراهی دامینیک میستریو) پیروز در مقابل د میز                                      | مسابقه تک نفره                                                                   | ۹:۱۰              |
| ۲                                                                                                 | رومن رینز (c) (با همراهی پاول هیمن) پیروز در مقابل گُلدبِرگ با تسلیم فنی                           | مسابقه تک نفره برای قهرمانی یونیورسال دبلیودبلیوئی                               | ۶:۰۰              |
| ۳                                                                                                 | بیانکا بلر پیروز در مقابل الکسا بلیس، ریا ریپلی، لیو مورگان، دودراپ و نیکی ای.اس.اچ              | مسابقه قفس حذفی برای به دست آوردن حق مسابقه بر سر کمربند زنان راو در رسلمانیا ۳۸ | ۱۳:۳۲             |
| ۴                                                                                                 | روندا روزی و نیومی پیروز در مقابل شارلوت فلر و سونیا دویل                                        | مسابقه تگ تیم روندا روزی باید با یک دست بسته به پشتش مسابقه دهد.                 | ۹:۱۵              |
| ۵                                                                                                 | درو مکینتایر پیروز در مقابل مدکپ ماس (با همراهی کوربین خوشحال)                                   | مسابقه پیروزی در هر مکان                                                         | ۹:۰۰              |
| ۶                                                                                                 | بکی لینچ (c) پیروز در مقابل لیتا                                                                 | مسابقه تک نفره برای کمربند زنان راو                                              | ۱۲:۱۵             |
| ۷                                                                                                 | د اوسوز (جی اوسو و جیمی اوسو) (c) در مقابل د وایکینگ ریدرز (اریک و آیوار) بدون نتیجه             | مسابقه تگ تیم برای قهرمانی تگ تیم اسمک‌داون دبلیودبلیوئی                          | مسابقه برگزار نشد |
| ۸                                                                                                 | براک لزنر پیروز در مقابل ای جی استایلز، آستین تئوری، مت ریدل، سث "فریکین" رولینز و بابی لشلی (c) | مسابقه اتاق حذف دبلیودبلیوئی برای قهرمانی دبلیودبلیوئی                           | ۱۵:۲۸             |
| - (c) – نشان‌دهنده قهرمان(هایی) است که به میدان می‌روند - پ – نشان‌دهنده این است که مسابقه در پری–شو |                                                                                                  |                                                                                  |                   |

### مسابقه الیمینیشن چیمبر زنان
| ترتیب حذف‌شدن | کشتی‌گیر     | ترتیب وارد شدن | حذف‌شده توسط | حرکت | زمان  |
| ------------ | ----------- | -------------- | ----------- | ---- | ----- |
| ۱            | نیکی ای‌اس‌اچ | ۱              | ریا ریپلی   | پین  | ۶:۲۰  |
| ۲            | دودراپ      | ۳              | لیو مورگان  | پین  | ۸:۵۰  |
| ۳            | لیو مورگان  | ۲              | الکسا بلیس  | پین  | ۱۲:۱۰ |
| ۴            | ریا ریپلی   | ۴              | بیانکا بلر  | پین  | ۱۲:۴۵ |
| ۵            | الکسا بلیس  | ۵              | بیانکا بلر  | پین  | ۱۳:۳۲ |
| برنده        | بیانکا بلر  | ۶              |             |      |       |

### مسابقه الیمینیشن چیمبر مردان
| ترتیب حذف | کشتی‌گیر            | ترتیب وارد شدن              | حذف‌شده توسط                 | حرکت                        | زمان                        |  |
| --------- | ------------------ | --------------------------- | --------------------------- | --------------------------- | --------------------------- |  |
| ۱         | بابی لشلی (c)      | ناتوان در ادامه دادن مسابقه | ناتوان در ادامه دادن مسابقه | ناتوان در ادامه دادن مسابقه | ناتوان در ادامه دادن مسابقه |  |
| ۲         | سث "فریکین" رولینز | ۲                           | براک لزنر                   | پین                         | ۹:۵۰                        |  |
| ۳         | ای‌جی استایلز       | ۳                           | براک لزنر                   | پین                         | ۱۰:۰۵                       |  |
| ۴         | مت ریدل            | ۴                           | براک لزنر                   | پین                         | ۱۱:۰۰                       |  |
| ۵         | آستین تئوری        | ۱                           | براک لزنر                   | پین                         | ۱۵:۲۸                       |  |
| برنده     | براک لزنر          | ۶                           |                             |                             |                             |  |

## یادداشت ها
1. ↑   به دلیل درگیری دو تیم قبل از مسابقه و آسیب دیدن وایکینگ ریدرز این مسابقه لغو شد.

## موضوعات مرتبط
- فهرست قهرمانان کنونی دبلیودبلیوئی
- اتاق حذف دبلیو دبلیو ای